# Pilea depressa
Pilea depressa là loài thực vật có hoa trong họ Tầm ma. Loài này được (Sw.) Blume miêu tả khoa học đầu tiên năm 1856.